# Kapelle Sainte-Apolline
Die Kapelle Sainte-Apolline (französisch Chapelle de Sainte-Apolline) liegt am Jakobsweg in der Schweiz zwischen Freiburg und Romont auf dem Gemeindegebiet von Hauterive. Sie befindet sich an der gleichnamigen Brücke (französisch Pont de Sainte-Apolline) über die Glâne. Auf der anderen Brückenseite liegt die Gemeinde Villars-sur-Glâne. Brücke und Kapelle gehören unter KGS-Nr. 10500 zu den Kulturgütern von nationaler Bedeutung.

## Geschichte
Die kleine Kapelle ist der Heiligen Apollonia (französisch Apolline) von Alexandria geweiht. Gemäss der Legende starb Apollonia um 249 nach Chr. als Märtyrerin, wobei ihr u. a. die Zähne ausgeschlagen wurden. Deshalb wurde sie bei Zahnschmerzen und -leiden um Hilfe gebeten, und sie ist die Patronin der Zahnärzte. Wurden bis ins Mittelalter noch regional verehrte Heilige in Klöstern und Kirchen für alle Notlagen um Hilfe angerufen, so ist ab dem Hochmittelalter eine wachsende Spezialisierung des zugeschriebenen Heilungsvermögens für gewisse Störungen auf ganz bestimmte Heilige festzustellen. Diese Heiligen erhielten sogenannte Sonderpatronate. Für die Zahnheilung genoss die Hl. Apollonia einen besonders guten Ruf. Der Höhepunkt des Apollonia-Kultes war in Europa im 15. und 16. Jahrhundert mit einem zweiten Aufschwung in der Gegenreformation. Aus der Zeit des 16. Jahrhunderts haben Archäologen 1990 im Innern der heutigen Kapelle neben Geld auch zahlreiche Zähne mit Karies-Schäden gefunden. Apolline-Kapellen waren in Frankreich weit verbreitet, mit dem französischen Flandern und Toulouse als wichtigste Zentren, die bei Bedarf durch Pilger und Pilgergruppen frequentiert wurden. Noch in den 80er Jahren des 20. Jahrhunderts war der Apolline-Kult in Frankreich zwar abnehmend, aber vor allem in der Normandie zu beobachten.
Die Gründung der zum Zisterzienserkloster Hauterive (Altenryf) gehörenden Kapelle reicht möglicherweise bis in die Anfänge des Klosters im 12. Jahrhundert zurück. Sie markierte den Eingang in den klösterlichen Gerichtsbezirk.
Es gibt Hinweise, dass die Kapelle seit 1147 existiert – bei einer Reparatur 1898 im Innern fand man dieses Datum unter mehreren Putzschichten. Das wird allerdings von keinem anderen Dokument bestätigt. Im Jahr 1473 findet sich die erste urkundliche Erwähnung in der Stadt Freiburg – wo es um die Subvention einer Reparatur für eine bereits vorhandenen Kapelle gehen kann. 1566 wurde sie nach einem Brand wieder errichtet und um 1690 baulich verändert. Nach der Aufhebung des Klosters Hauterive – 1848 im Rahmen des Kulturkampfes und der Säkularisierung – erfolgten mehrere Reparaturen und 1943, 1992 sowie 2021 die letzten Restaurierungen des Gebäudes und der Gemälde. Heute ist die Kapelle im Besitz der Pfarrei Ecuvillens.

## Baubeschreibung
Der kleine Bau ruht – in der gegenwärtigen Form von 1566 – auf einem Ufersandstein-Sockel in einem Flussknie der Glâne. Er bietet den Raum für einen auf einer Molasse-Platte stehenden Altar mit Altaraufsatz; den Raum für die Gläubigen gewährt die Natur ausserhalb der Kapelle. Ein Kopfwalmdach mit einem Giebelreiter mit Glocke bedeckt das Gebäude. Ein Stabwerkgitter aus sich überkreuzenden Stäben gibt den Blick frei von aussen auf den Altar.

Kapelle und Brücke Sainte-Apolline
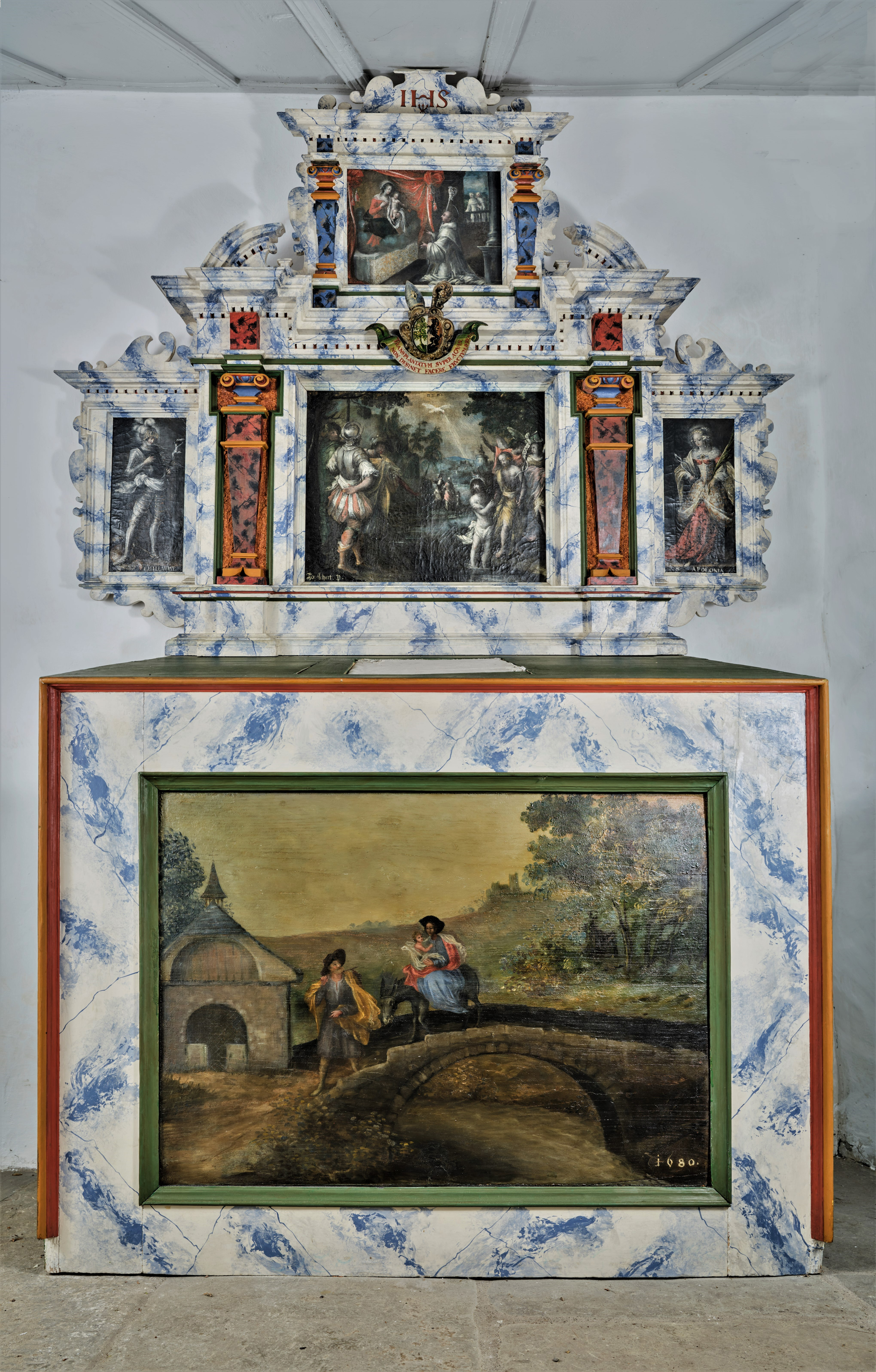
Altar mit den Bildern
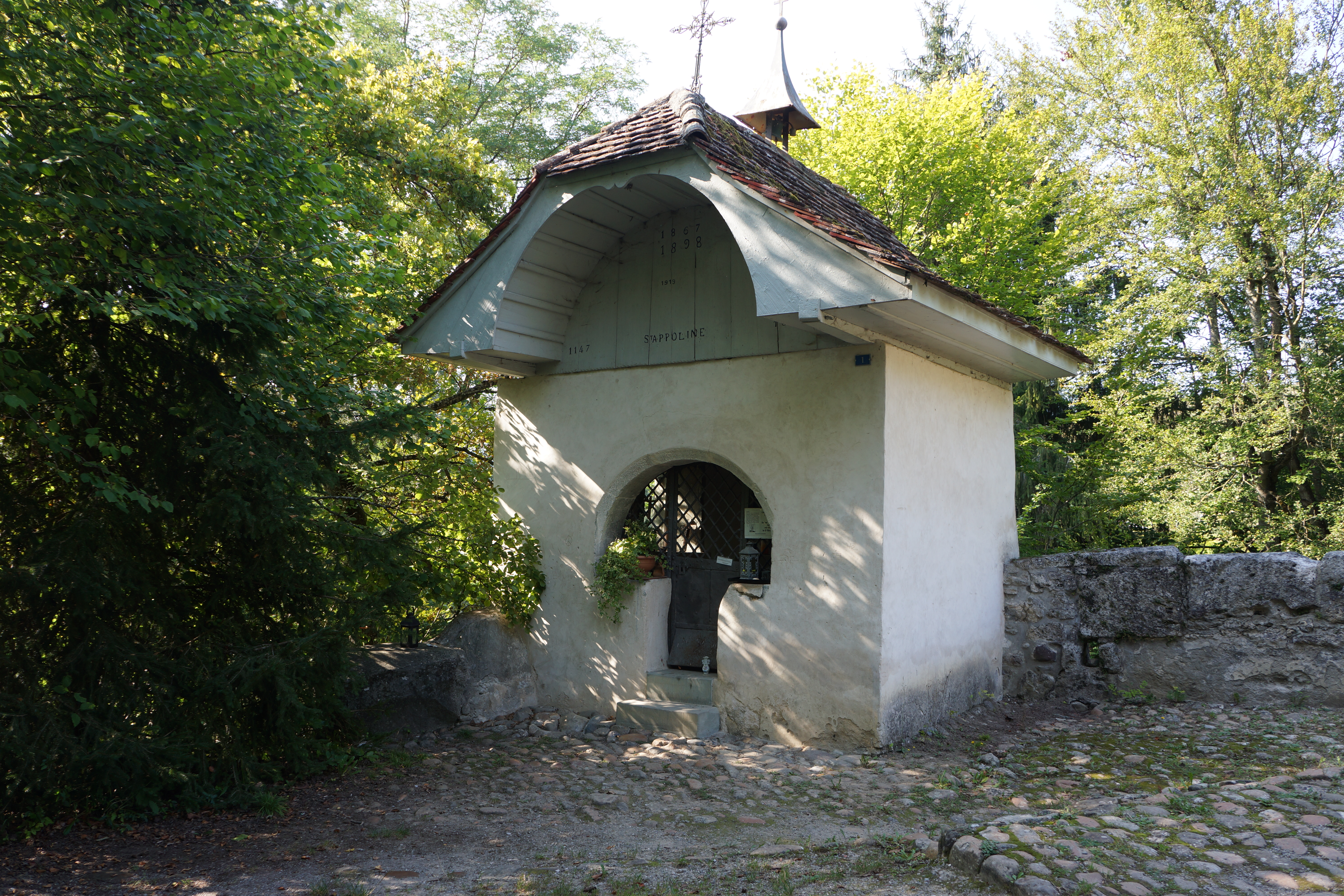
Ansicht Kapelle
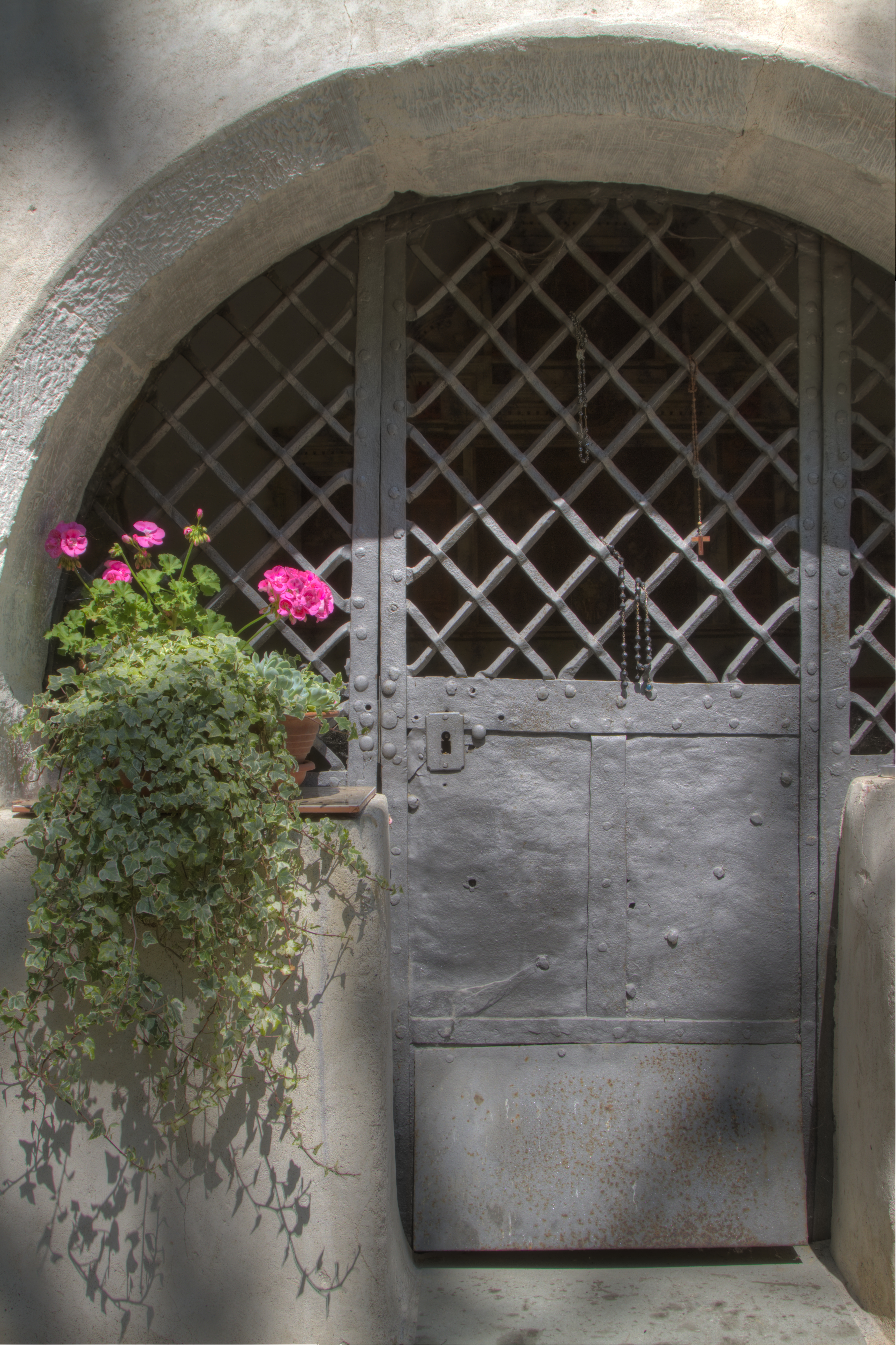
Eingang zur Kapelle
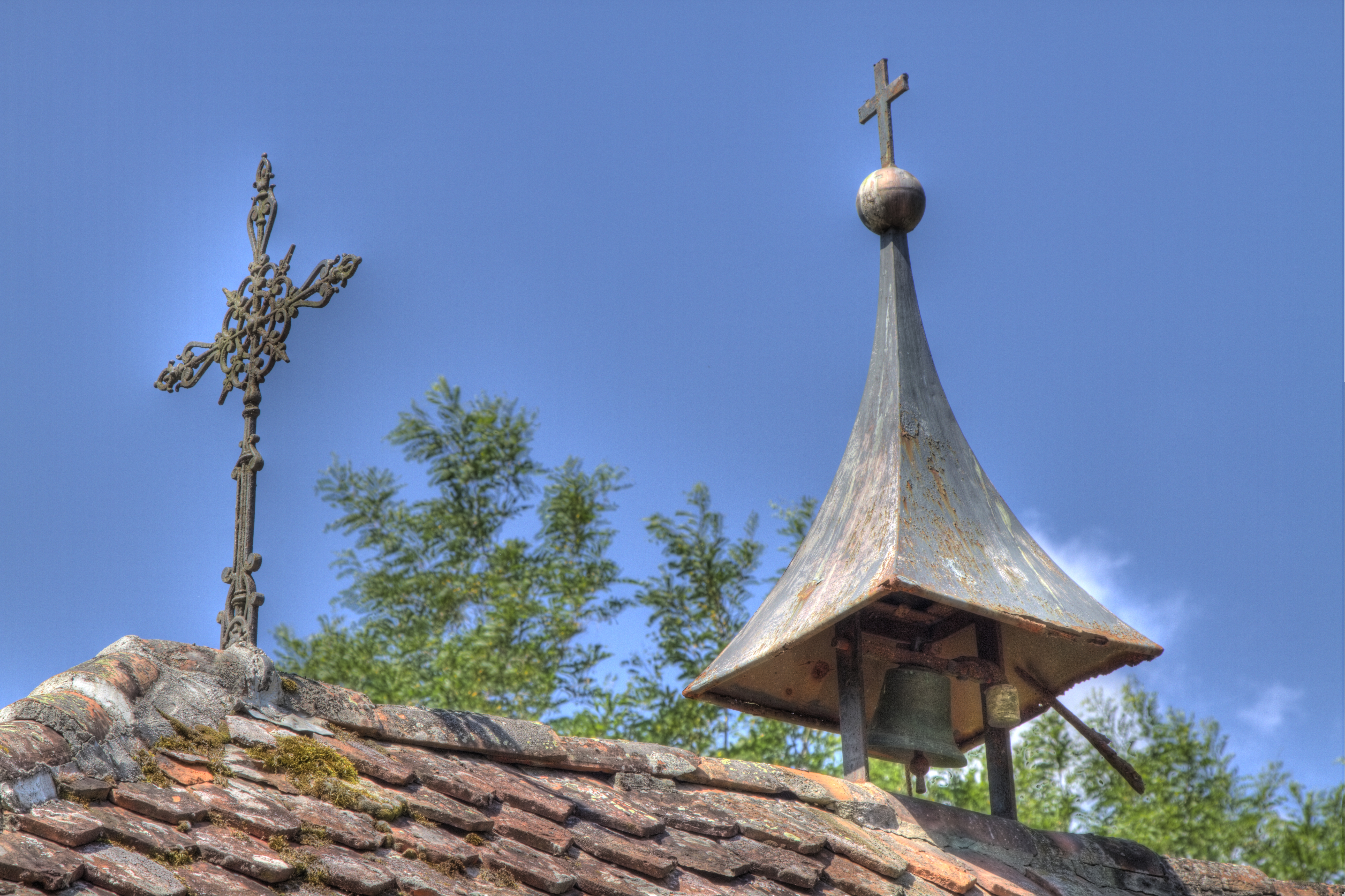
Dach der Kapelle vor der Restaurierung 2022
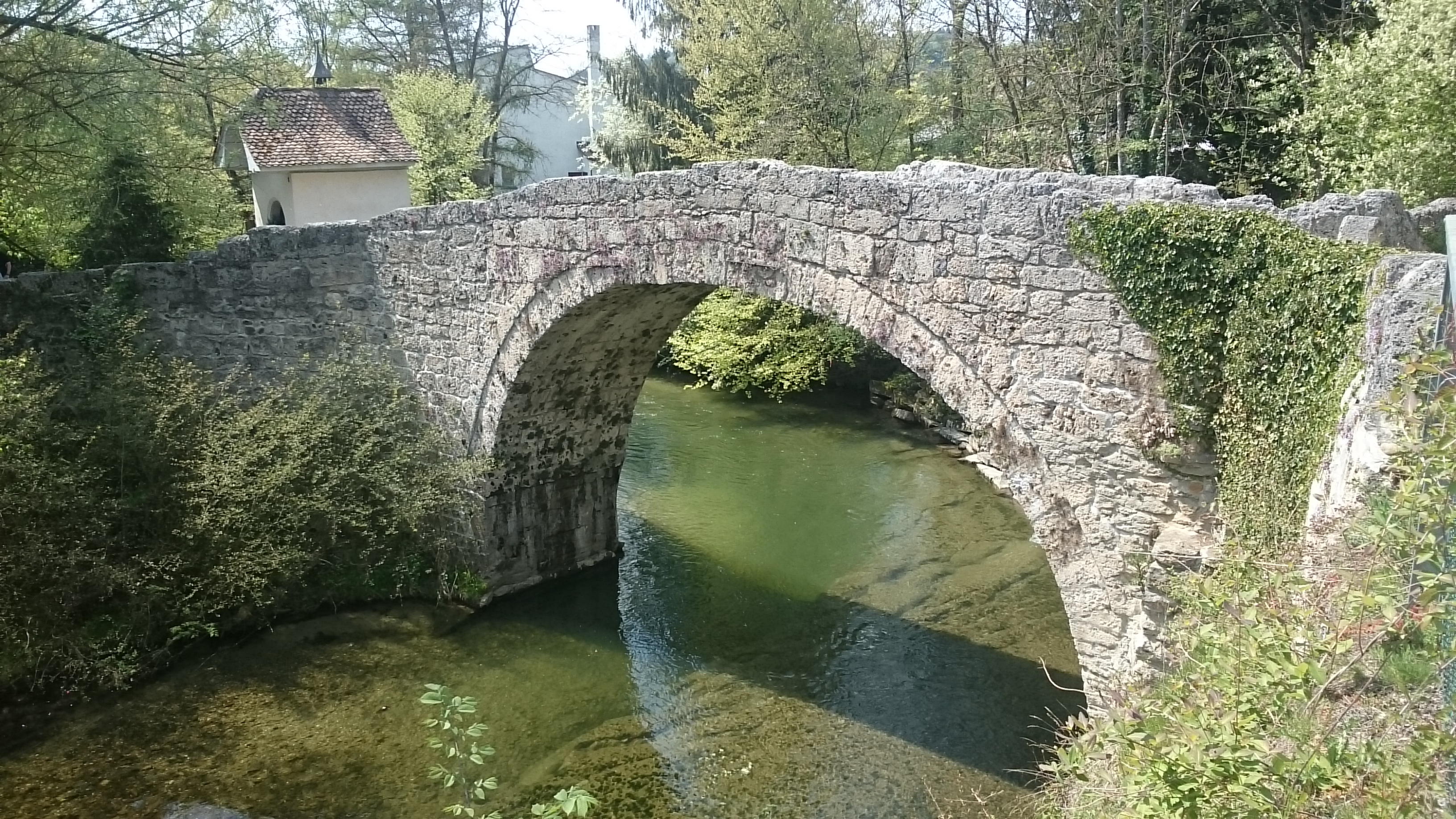
Blick auf die Brücke

## Altar und Malereien
Der Altar in seiner heutigen Form und sein Aufbau mit den Bildern stammen aus dem 17. Jahrhundert. Er wurde unter dem Abt von Hauterive Candide Fiwaz (1670–1700) errichtet, dessen Wappen am Altar mit dem Datum 1690 versehen ist. Die metaphorische lateinische Inschrift unter dem Wappen fusst auf einer Textstelle im Buch Jeremias (Kap. 17/8), die hier unübersehbar auf den Standort der Kapelle Bezug nimmt: "Transplantatum super aquas nec aliquando desinet fructum Ierem...", übersetzt: Der Baum "über den Wassern gepflanzt, wird nie aufhören, die Früchte des Jeremias zu tragen."
Die Gemälde und Wappen werden durch den weiss-blau marmorierten Aufbau eingerahmt.

Die Altarbilder in der Kapelle
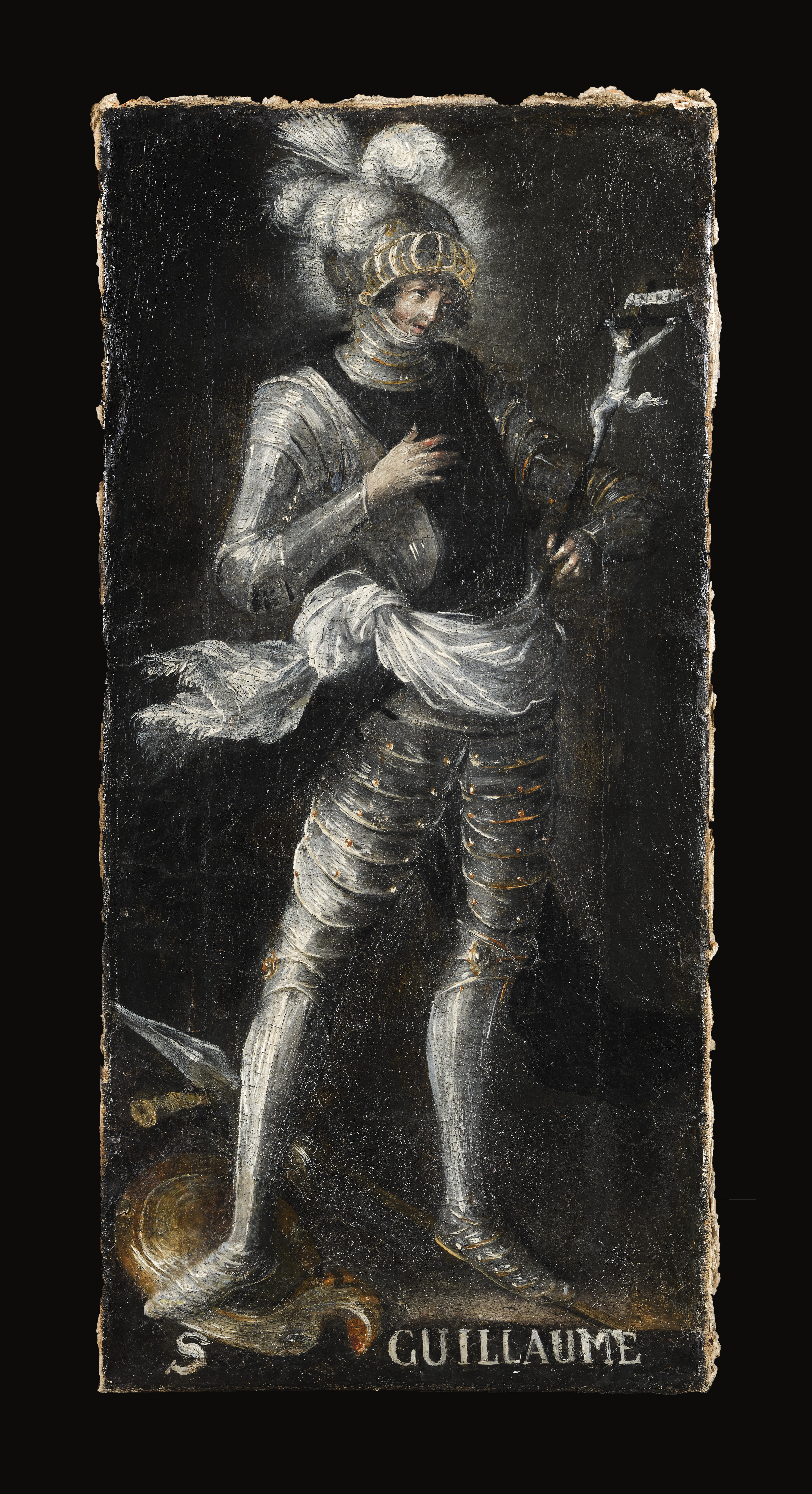
Wilhelm von Glâne
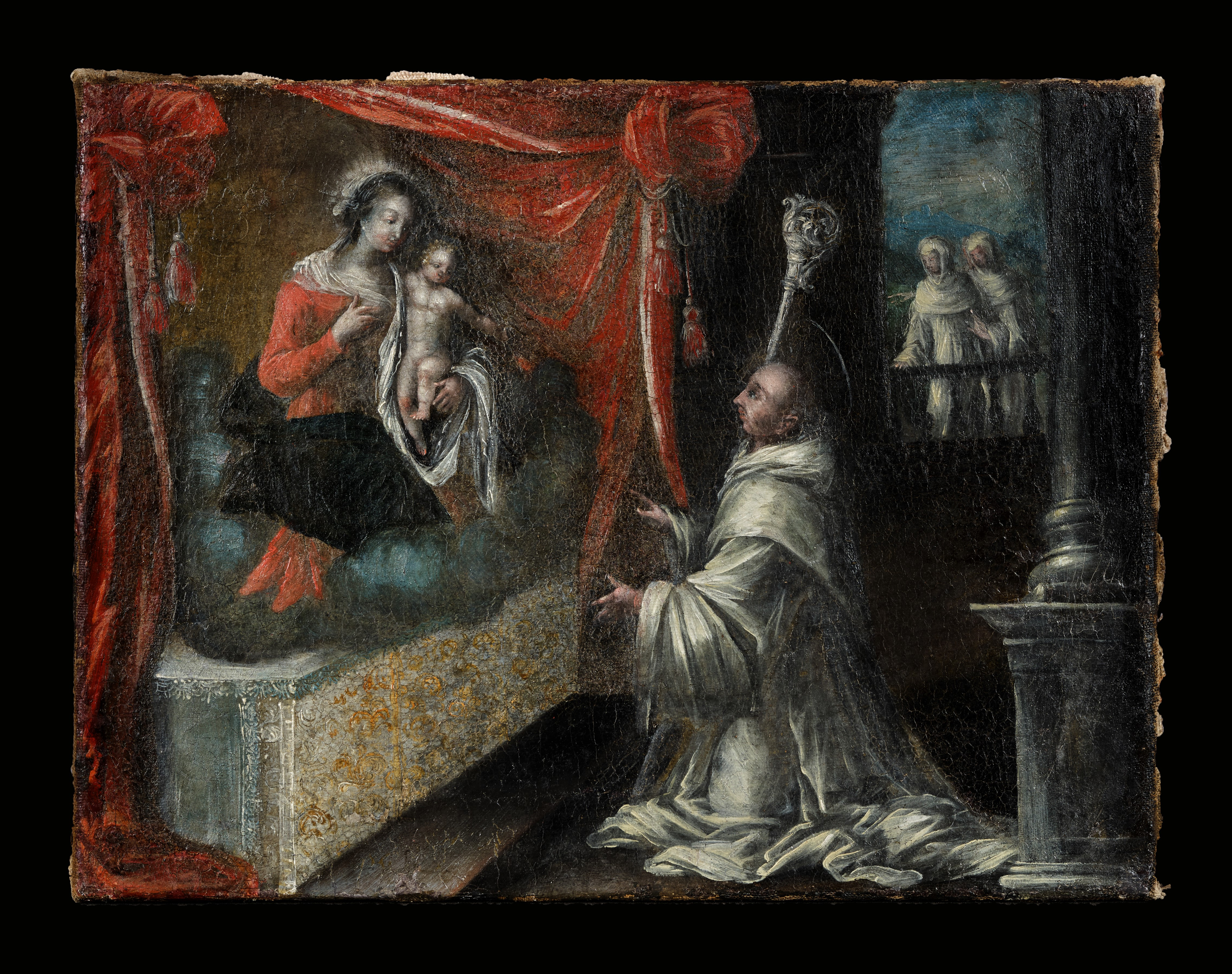
Lactatio Hl. Bernhard
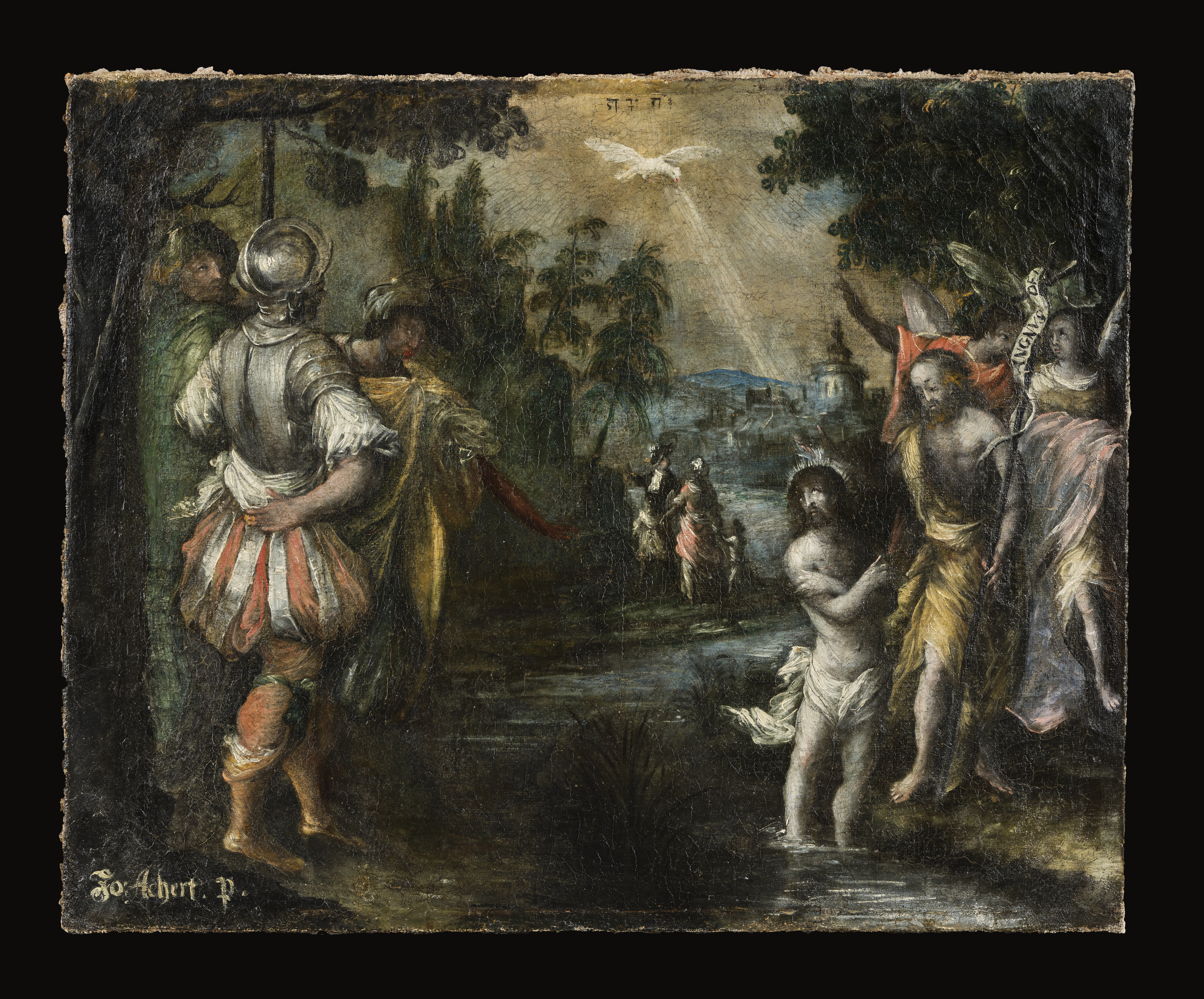
Taufe Jesu
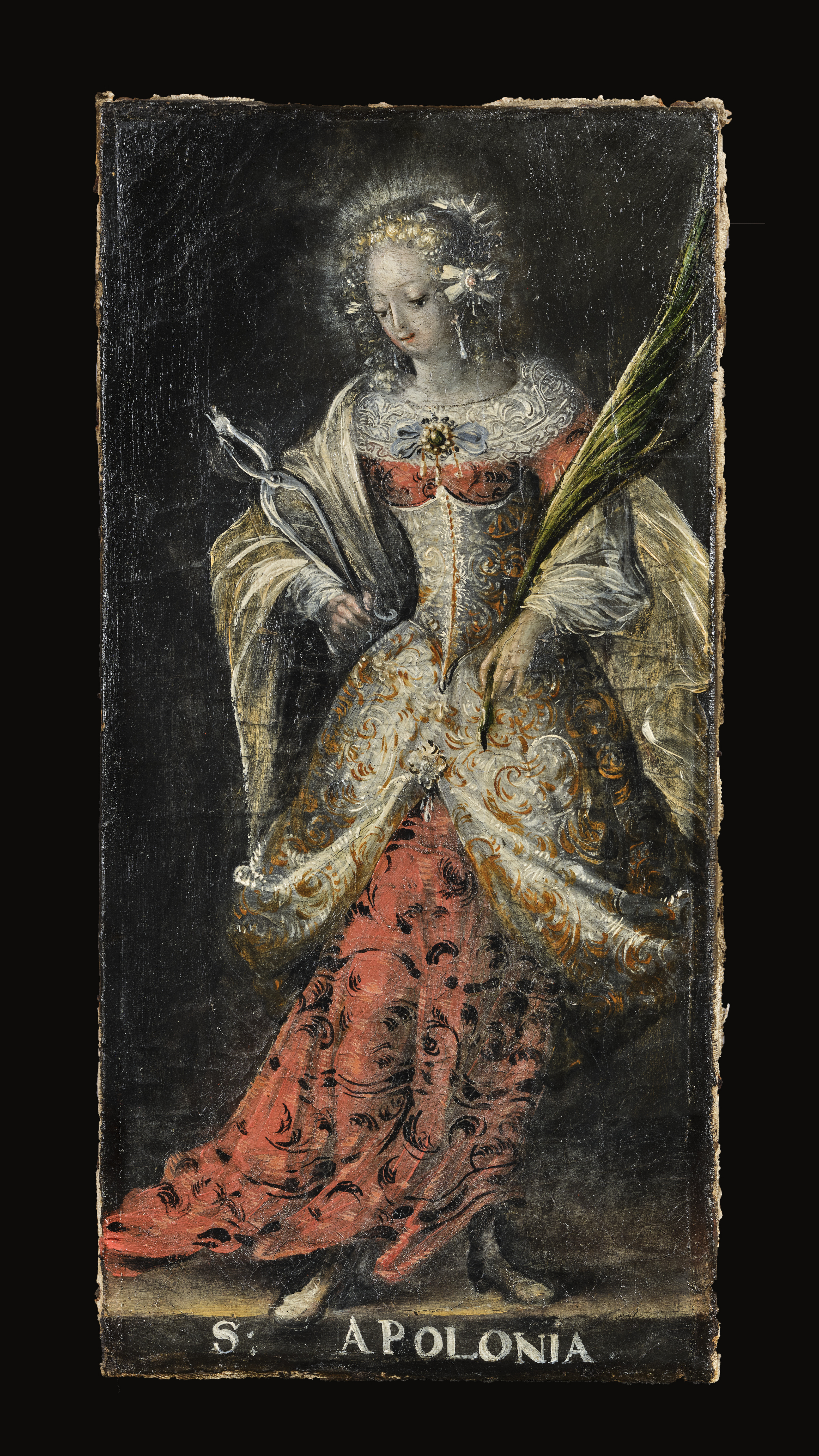
Hl. Apolline
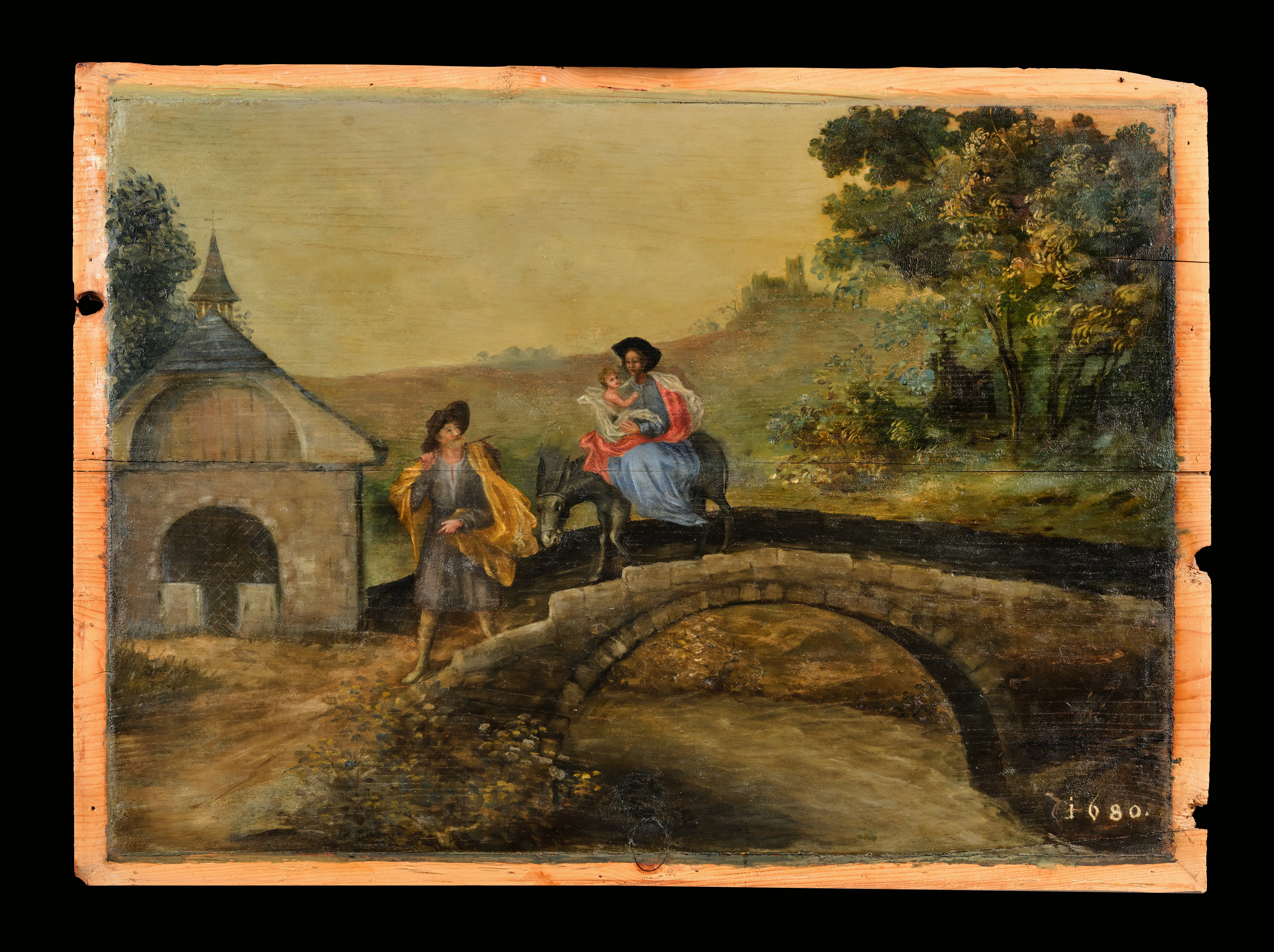
Flucht nach Ägypten

Das zentrale Gemälde des Altaraufsatzes stellt die Taufe von Jesus durch den Heiligen Johannes dar, signiert vom deutschen Maler „Johann Achert“ aus dem 17. Jahrhundert. Über diesem befindet sich ein Bild der Lactatio des Heiligen Bernhards. Mit ihm ist der Bezug zum Kloster Hauterive gegeben: Bernhard von Clairvaux (um 1090–1153) hatte im frühen 12. Jahrhundert wesentlich zur Verbreitung der Zisterzienser in Europa beigetragen. Der Bildinhalt der Lactatio ist seit dem Hochmittelalter zu finden: Die Jungfrau Maria richtet mit ihrer rechten Hand die Brust ein, um dem in einiger Distanz knienden Hl. Bernhard von Clairvaux den Genuss ihrer Milch – metaphorisch für die spirituelle Ernährung – zu gewähren. Mit dem linken Arm umgreift sie den kleinen Jesus. Maria und Jesus sind auf den Hl. Bernhard gerichtet. Das köstliche Spektakulum wird auf dem Bild von zwei Zisterziensernonnen durch ein Fenster beobachtet. Das Gemälde ist nicht signiert und stammt vermutlich vom gleichen Maler Johann Achert.
Achert, 1655 in Rottweil (D) geboren, wirkte – vermutlich im Rahmen seiner Wanderjahre – in der Westschweiz, wo er bei seinem ersten Aufenthalt, zwischen 1679 und 1681 u. a. im Kanton Freiburg mehrere Aufträge ausgeführt hatte, so in den Zisterzienserinnen Klöster Fille-Dieu und Magerau wie auch im erwähnten Kloster Hauterive. Zu Beginn der 1690er Jahre hatte er bei einem zweiten Aufenthalt im Kollegium St. Michael von Freiburg i.Ü. grosse Passionstafeln und das Hochaltarbild der Franziskaner Kirche und andere Gemälde in der Region gemalt. Er gilt als erfolgreicher Barockmaler der Rottweiler Schule, wo er ab 1682 als junger Meister der Zunft zugehörig feststellbar ist. Seine auffallende Beziehung zur Schweiz mag durch das Bündnis von Rottweil mit der Eidgenossenschaft als zugewandter Ort (seit 1463 und 1519 erneuert) und den Jesuiten-Orden mit seinen Niederlassungen in Rottweil und in Freiburg und ebenso durch die Verbindung des Klosters Hauterive mit der Oberdeutschen Zisterzienserkongregation von Süddeutschland gefördert worden sein.
Das Gemälde links von der Taufe Jesu stellt den Gründer des Klosters Hauterive Wilhelm von Glâne in Ritterrüstung mit einem Kreuz in der Hand dar. Dieser hatte 1127 im blutigen Zwist zwischen den Zähringern und den Grafen von Burgund seinen Burgund zugewandten Vater und seinen Bruder verloren. Im sich fortsetzenden Konflikt wurde 1132 Bernhard von Clairvaux um Vermittlung gebeten. Der überlebende Wilhelm von Glâne fasste den Entschluss, das Kloster zu gründen, vermutlich für das Seelenheil der verstorbenen Familienangehörigen. Damit sollte wohl auch das Besitztum vom Zugriff der Zähringer geschützt werden. 1138 wurde das Kloster Hauterive eingeweiht.
Rechts vom zentralen Gemälde der Taufe Jesu befindet sich jenes der Hl. Apolline. Sie wird hier in Übereinstimmung mit einer Version ihrer Legende, wonach sie eine Königstochter gewesen sei, in fürstlichem Gewand als Dame aus edlem Geschlecht dargestellt: Enges Miederoberteil mit tief herunter gezogener Spitze, bauschige Ärmel und an das Mieder angenähte geschlitzte Schösse repräsentieren typische Merkmale eines festlichen Barockkleides einer hochgestellten Dame. Seit der Renaissance wurden Heilige gerne in der modischen Bekleidung der Zeit dargestellt. In der rechten Hand trägt sie eine grosse Zange, das Instrument ihres Martyriums, und in der linken einen Palmzweig als Zeichen ihres Martyriums. Das Bild ist wie jenes von Wilhelm von Glâne ohne Signatur und Jahresangabe, wohl ebenfalls aus der zweiten Hälfte des 17. Jahrhunderts.
Das den Altarcorpus frontal schmückende Bild (ohne Signatur, Jahreszahl 1680) thematisiert die Flucht der Hl. Familie nach Ägypten: Josef überquert mit dem Esel, der Maria und ihr Kind trägt, gerade die Apolline-Brücke. Im Hintergrund ist die legendären Burg der Herren von Glâne zu sehen.

## Sainte-Apolline Brücke
Die Überquerung der Glâne an dieser Stelle spielte vermutlich schon früh eine Rolle für die Strassenverbindung von der Genfersee-Region zum Rhein-Becken entlang dem linken Ufer der Saane (franz. Sarine). Das Inventar der historischen Verkehrswege der Schweiz (IVS) klassiert diese Verbindung mit der Bewertung "Von nationaler Bedeutung". Wohl nach einer anfänglichen Furt ist eine erste Holzbrücke an dieser Stelle über die Glâne seit dem 13. Jahrhundert belegt; sie wird als Glâne-Brücke (pont de la Glâne) bezeichnet. 1508/09 wurden die vorausgegangenen Holzbrücken durch eine Bogenbrücke im 16. oder 17. Jahrhundert aus Tuffstein ersetzt, die später mehrmals erneuert wurde, zuletzt 1990/91. Bis 1756 war diese Brücke die wichtige Strassenverbindung von Freiburg nach Bulle und ins Greyerzerland. Heute sind Brücke und Kapelle eine Wegmarke auf dem Jakobsweg, der von Freiburg über Romont nach Genf führt.